# Zonele aliate de ocupație din Germania
Puterile Aliate care au învins Germania Nazistă în Al Doilea Război Mondial au împărțit în scopuri administrative țara (la vest de linia Oder-Neisse) în patru zone de ocupație ce au existat în perioada 1945–1949.

## Zonele de ocupație
- Zona americană de ocupație era formată din:
  - landul Bavaria,
  - landul Hessa,
  - zona de nord a landului Baden-Württemberg,
  - orașele Brema și Bremerhaven

Cartierul-general al Zonei americane de ocupație era clădirea "I.G. Farben" din Frankfurt pe Main.
- Zona britanică de ocupație era formată din:
  - Schleswig-Holstein;
  - Hamburg;
  - Saxonia Inferioară;
  - Renania de Nord - Westfalia.

Cartierul-general al Zonei britanice de ocupație se afla în orașul Bad Oeynhausen.
- La început, Franței, deși făcea parte dintre Aliați, nu-i fusese repartizată o zonă de ocupație, în principal datorită temerilor cu privire la reacția populației, dată fiind ostilitatea istorică dintre francezi și germani, dar și datorită importanței mai scăzute din punct de vedere militar a Franței Libere, în timpul războiului [1]. Până în cele din urmă, americanii și britanicii au căzut de acord să cedeze câte o porțiune din propriile lor zone de ocupație în favoarea francezilor. Datorită acestui aranjament, Zona franceză de ocupație era formată din două teritorii separate, și anume:
  1. Renania-Palatinat;
  2. Zona sudică a landului Baden-Württemberg.

Cartierul-general al Zonei de ocupație franceze se afla în orașul Baden-Baden.
Zonele occidentale de ocupație au fost combinate, mai târziu, în Trizonă.
- Zona sovietică de ocupație era formată din:
  - Turingia;
  - Saxonia;
  - Saxonia-Anhalt;
  - Brandenburg;
  - Mecklenburg - Pomerania Inferioară.

Cartierul-general al Zonei sovietice de ocupație se afla în sectorul Karlshorst al Berlinului răsăritean.
- Berlinul a fost ocupat de cele patru Puteri Aliate, fiind divizat la rândul lui în patru zone de ocupație.

Fiecare putere ocupantă a format propria autoritate de guvernare și a dus diferite politici față de populația civilă și guvernarea locală.
Planul original care prevedea guvernarea Germaniei ca un singur stat prin intermediul Comisiei Aliate de Control a fost abandonat în 1946 – 1947 (fără să fi fost vreodată pus în practică), datorită tensiunilor în creștere dintre occidentali și Uniunea Sovietică, care au primit denumirea generică de Războiul Rece. Ruptura definitivă dintre Aliați în privința administrației Germaniei postbelice a devenit evidentă în timpul Blocadei Berlinului.
Cele trei zone occidentale de ocupație au fost unite pentru a forma Republica Federală Germania, noul stat german fiind proclamat la 23 mai 1949. În zona sovietică de ocupație a fost proclamată Republica Democrată Germană la 7 octombrie 1949.
În Germania de Vest ocupația a continuat în mod oficial până în 1955, dar după proclamarea RFG-ului guvernatorii militari au fost înlocuiți cu înalți comisari civili, a căror poziție era între cea a unui guvernator și cea a unui ambasador. După recunoașterea Germaniei occidentale ca stat pe deplin suveran în 1955, ocupația s-a terminat, iar înalții comisari au fost înlocuiți cu ambasadori.
Orașul Berlin nu a fost parte a niciunui stat și a continuat să se afle sub controlul Aliaților până în 1990. Cele trei sectoare occidentale au fost unite în scopuri administrative în Berlinul Occidental, în vreme ce sectotul sovietic a funcționat ca Berlinul Răsăritean.
Toate teritoriile germane de la est de Odra și Neisse (Pomerania, Neumark, Silezia și Prusia Răsăriteană) au fost anexate de Polonia și Uniunea Sovietică. Klaipeda (în germană: Memel) și regiunea înconjurătoare au fost alipite la RSS Lituaniană. Teritoriile Franței, Austriei, Belgiei, Cehoslovaciei, Poloniei și Lituaniei anexate de Germania Nazistă în timpul războiului au fost retrocedate țărilor respective sau au fost anexate de URSS.

## Guvernatorii militari și înalții comisari

### Zona americană

#### Guvernatorii militari
- 8 mai 1945 - 10 noiembrie 1945: Dwight David Eisenhower
- 1 noiembrie 1945 - 25 noiembrie 1945: George S. Patton Jr. (interimar)
- 26 noiembrie 1945 - 5 ianuarie 1947: Joseph T. McNarney
- 6 ianuarie 1947 - 14 mai 1949: Lucius DuBignon Clay
- 15 mai 1949 - 1 septembrie 1949: Clarence R. Huebner (interimar)

#### Înalții comisarii
- 2 septembrie 1949 - 1 august 1952: John J. McCloy
- 1 august 1952 - 1 decembrie 1952: Walter J. Donnelly
- 1 decembrie 1952 - 10 februarie 1953: Samuel Reber (interimar)
- 10 februarie 1953 - 5 mai 1955: James B. Conant

### Zona britanică

#### Guvernatori militari
- 22 mai 1945 - 30 aprilie 1946: Sir Bernard Law Montgomery
- 1 mai 1946 - 31 octombrie 1947: William Sholto Douglas
- 1 noiembrie 1947 - 21 septembrie 1949: Sir Brian Hubert Robertson

#### Înalții comisari
- 21 septembrie 1949 - 24 iunie 1950: Sir Brian Hubert Robertson
- 24 iunie 1950 - 29 septembrie 1953: Sir Ivone Kirkpatrick
- 29 septembrie 1953 - 5 mai 1955: Sir Frederick Hoyer-Millar

### Zona franceză

#### Comandant militar
- mai 1945 - iulie 1945: Jean de Lattre de Tassigny

#### Guvernator militar
- iulie 1945 - 21 septembrie 1949: Marie-Pierre Koenig

#### Înalt comisar
- 21 septembrie 1949 - 5 mai 1955: André François-Poncet

### Zona sovietică

#### Comandant militar
- aprilie 1945 -  9 iunie 1945: Gheorghi Jukov

#### Guvernatori militari
- 9 iunie 1945 - 10 aprilie 1946: Gheorghi Jukov
- 10 aprilie 1946 - 29 martie 1949: Vasili Sokolovski
- 29 martie 1949 - 10 octombrie 1949: Vasili Ciuikov

#### Președinte al Comisiei Sovietice de Control
- 10 octombrie 1949 - 28 mai 1953: Vasili Ciuikov

#### Înalți comisari
- 28 mai 1953 - 16 iulie 1954: Vladimir Semionovici Semionov
- 16 iulie 1954 - 20 septembrie 1955: Gheorghi Maximovici Pușkin